# Unleash the Archers
Unleash the Archers é uma banda de heavy metal de Victoria, BC - Canadá. Atualmente assinada com a Napalm Records. A banda toca uma fusão de heavy metal e power metal.
A banda tem como característica alternar vocais femininos e masculinos em suas músicas.
Foi escolhida como melhor banda de Metal no Whammy Awards em Vancouver, 2015.
Vencedores do Juno Awards na categoria Metal/Hard Music Album of the Year em 2021.

## Integrantes
- Brittney Hayes (Brittney Slayes) – vocal
- Grant Truesdell – guitarra, vocal
- Andrew Kingsley – guitarra, vocal
- Scott Buchanan – bateria

## Discografia
Álbuns de estúdio
- 2009: Behold the Devastation (Independente)
- 2011: Demons of the AstroWaste (Independente)
- 2015: Time Stands Still (Napalm Records)
- 2017: Apex (Napalm Records)
- 2020: Abyss (Napalm Records)

EP's
- 2012: Defy the Skies (Spread the Metal Records)

- 2019: Explorers (Napalm Records)
- 2020: Abysswave (Abyss earbook; Napalm Records)
- 2022: Acoustipex (Apex earbook; Napalm Records)

Demos
- 2008: Unleash the Archers (Independent)
- 2014: Dreamcrusher (Independent)

Videografia/Singles
- 2011: "Dawn of Ages", do Demons of the AstroWaste
- 2012: "General of the Dark Army" do Demons of the AstroWaste
- 2015: "Tonight We Ride", do Time Stands Still
- 2015: "Test Your Metal", do Time Stands Still

- 2016: "Time Stands Still", do Stands Still
- 2017: "Cleanse the Bloodlines", do Apex
- 2017: "Awakening", do Apex

- 2019: "Northwest Passage", taken from Explorers
- 2019: "Heartless World", taken from Explorers
- 2020: "Abyss", taken from Abyss
- 2020: "Soulbound", taken from Abyss
- 2020: "Faster Than Light", taken from Abyss
- 2020: "Legacy", taken from Abyss
- 2022: "Falsewave", taken from Apex (Deluxe Version)
- 2022: "Acoustipex", taken from Apex (Deluxe Version)